# داینامیت کید
داینامیت کید (انگلیسی: Dynamite Kid; ۵ دسامبر ۱۹۵۸ – ۵ دسامبر ۲۰۱۸) کشتی‌گیر کشتی حرفه‌ای اهل بریتانیا بود.
از فیلم‌ها یا برنامه‌های تلویزیونی که وی در آن نقش داشته است می‌توان به رسلمانیا ۳ اشاره کرد.